# Mühlbach (Niklasgraben)
Der Mühlbach (tschechisch Rybniční potok, auch Mlýnský potok bzw. Steinabrunnský potok) ist ein rechter Nebenfluss des Niklasgrabens/Včelínek in Tschechien und Niederösterreich.

## Verlauf
Der Mühlbach entspringt am Kühberg bei Falkenstein im Weinviertel, Österreich. Sein Oberlauf führt in östlicher Richtung nach Poysbrunn, wo er sich nach Nordosten wendet und danach von der Brünner Straße überbrückt wird.
Auf seinem Mittellauf fließt der Bach am westlichen Fuße der Staré hory (Altberge) und Kamenné hory (Steinberge), die sich in der Gemarkung von Úvaly (Garschönthal) auf tschechischem Gebiet erheben, mit nördlicher Richtung durch Steinebrunn und an Drasenhofen vorbei. Der Bachlauf geht auf diesem Abschnitt mit einem Kilometer Distanz parallel zur tschechischen Grenze.
Der Unterlauf, auf dem der Bach Rybniční potok genannt wird, geht zunächst auf einer Länge von 400 m als Grenzbach und danach auf den letzten 650 m gänzlich auf tschechisches Territorium. Kurz vor der Mündung wird der Bach von der historischen Ziegelbrücke zur ehemaligen Portz-Insel und von der Bahnstrecke Břeclav–Hrušovany nad Jevišovkou überquert. Nach 13 km mündet der Bach im Nový rybník (Portzteich bzw. Lehteich) in den Niklasgraben/Včelínek.
In Österreich werden der Mühlbach als Oberlauf des Teichhubbaches und der Niklasgraben als ein Zufluss angesehen.

## Geschichte
Entlang des Baches entstand um 1400 eine Kaskade von elf Fischteichen. Zum Ende des 18. Jahrhunderts zeigte die Josephinische Landesaufnahme noch drei Teiche bei Steinebrunn als bespannt. Durch ein Unwetter brach am 28. September 1814 der Damm des ersten Teiches, die anderen bachabwärts liegenden Teiche wurden von den Fluten gleichfalls ausgerissen. Die Teichstätten wurden danach in Ackerflächen umgewandelt. Am besten erhalten ist der Damm des sechsten Teiches am südlichen Ortsausgang von Steinebrunn, über den die Straße „Am Damm“ führt.
Unterhalb von Steinebrunn wurde die Wasserkraft zum Antrieb von zwei einschichtigen Wassermühlen – der Herrnmühle und der Tremermühle, später Glasermühle – genützt.
Der Mühlbach floss ursprünglich zur Gänze auf niederösterreichischem Gebiet; die Grenze zu Mähren bildete der Niklasgraben. Mit der Anlegung des Portzteiches mündete der Bach in den Teich, durch den die Landesgrenze verlief. 1826 wurde der gesamte Portzteich einschließlich der Insel der mährischen Herrschaft Nikolsburg zugeordnet, somit lag die Mündung des Baches wieder direkt an der Landesgrenze. Nach der Mitte des 19. Jahrhunderts erfolgten Trockenlegung des Teiches verlängerte sich der Bachlauf auf mährisches Gebiet und mündete nun gegenüber der Voitelsbrunner Lehmühle in den Niklasgraben. Durch den Vertrag von Saint-Germain wurden der neu gegründeten Tschechoslowakei im Jahre 1920 größere Gebiete rechtsseitig des Niklasgrabens zwischen dem ehemaligen Portzteich und Unterthemenau einschließlich der Stadt Feldsberg zugeschlagen. Dies betraf auch die unmittelbar südlich der Teichstätte gelegenen Drasenhofener Felder sowie die bis an den Teich Nimmersatt/Nesyt reichenden Steinebrunner Fluren. Damit verlängerte sich der mährische Anteil am Bachlauf geringfügig; hinzu kam auch der Abschnitt als Grenzbach.
In den 1950er Jahren wurde der Nový rybník (Portzteich) in deutlich verkleinerter Form wieder angestaut; das südliche Drittel der Teichstätte wurde nicht mehr überflutet. Dadurch führen sowohl die Ziegelbrücke als auch die untere Eisenbahnbrücke von der Portz-Insel über den Rybniční potok/Mühlbach.

## Zustandsbeschreibung
Der Mühlbach fließt in Niederösterreich durch intensiv landwirtschaftlich genutzte Gebiete. Auf Grund anthropogen bedingter Veränderungen wird sein ökologischer Zustand als „schlecht“ bezeichnet, der chemische Zustand ist dagegen sehr gut. In Poysbrunn ist er stark mit Gras durchwachsen und kaum noch als Bach erkennbar.
Am Mühlbach und seinem Zufluss Lüssgraben befindet sich eines der wenigen Vorkommen der Vogel-Azurjungfer in Österreich.

## Zuflüsse
- Neuberger Graben (r), unterhalb Poysbrunn
- Ebersleithengraben bzw. Lüssgraben (l), an der Brünner Straße
- Tännaugraben (r), oberhalb Steinebrunn
- Stützenhofner Bach (l), in Steinebrunn
- Drasenbach (l), bei Drasenhofen